# Stachylina prolifica
Stachylina prolifica är en svampart som beskrevs av Lichtw., Kobayasi & Indoh 1988. Stachylina prolifica ingår i släktet Stachylina och familjen Harpellaceae.   Inga underarter finns listade i Catalogue of Life.